# Campeonato da Europa de Corta-Mato de 2009
O Campeonato da Europa de Corta-Mato de 2009 foi a  16º edição da competição organizada pela Associação Europeia de Atletismo no dia 13 de dezembro de 2009. Teve como sede Dublin na Irlanda.

## Resultados
Esses foram os resultados do campeonato. 

### Sênior masculino

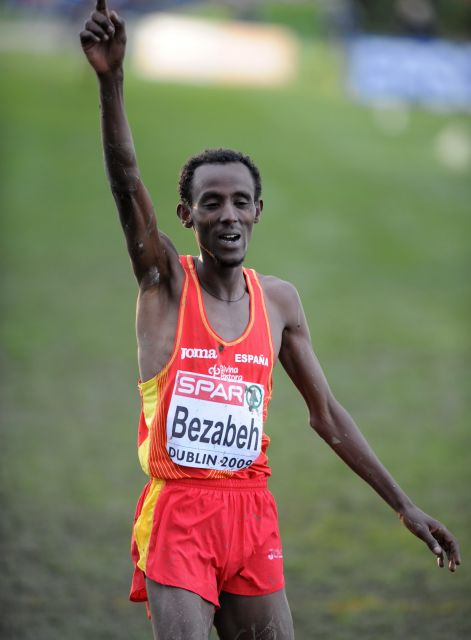
Alemayehu Bezabeh tornou-se o primeiro espanhol a vencer no campeonato.

Individual
| Posição           | Atleta            | Nacionalidade | Tempo |
| ----------------- | ----------------- | ------------- | ----- |
| Medalha de ouro   | Alemayehu Bezabeh | Espanha       | 30:45 |
| Medalha de prata  | Mo Farah          | Reino Unido   | 31:02 |
| Medalha de bronze | Serhiy Lebid      | Ucrânia       | 31:17 |
| 4                 | Sergio Sánchez    | Espanha       | 31:26 |
| 5                 | Ayad Lamdassem    | Espanha       | 31:30 |
| 6                 | José Rocha        | Portugal      | 31:34 |
| 7                 | Eduard Mbengani   | Portugal      | 31:41 |
| 8                 | Mark Kenneally    | Irlanda       | 31:42 |
| 9                 | Daniele Meucci    | Itália        | 31:42 |
| 10                | Stéphane Joly     | Suíça         | 31:46 |
| 11                | Driss El Himer    | França        | 31:54 |
| 12                | Andy Vernon       | Reino Unido   | 31:54 |
| 13                | Michael Skinner   | Reino Unido   | 31:54 |
| 14                | Licínio Pimentel  | Portugal      | 31:54 |

Equipe
| Posição           | Equipe                                                                                 | Pontos |
| ----------------- | -------------------------------------------------------------------------------------- | ------ |
| Medalha de ouro   | Espanha · Alemayehu Bezabeh · Sergio Sánchez · Ayad Lamdassem · Francisco Javier López | 34     |
| Medalha de prata  | Reino Unido · Mo Farah · Andy Vernon · Michael Skinner · Benedict Whitby               | 54     |
| Medalha de bronze | Itália · Daniele Meucci · Stefano La Rosa · Andrea Lalli · Gabriele De Nard            | 62     |
| 4                 | França                                                                                 | 67     |
| 5                 | Portugal                                                                               | 73     |
| 6                 | Irlanda                                                                                | 115    |
| 7                 | Bélgica                                                                                | 146    |
| 8                 | Alemanha                                                                               | 149    |

### Sênior feminino

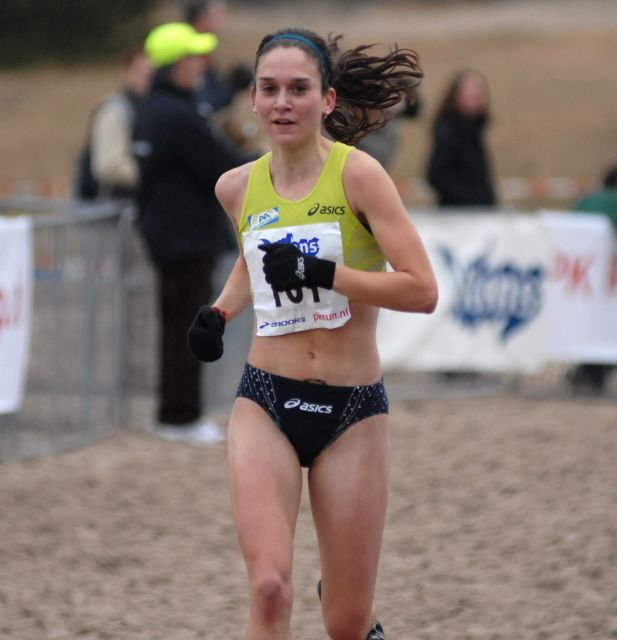
Adriënne Herzog da Holanda levou o bronze na competição feminina sênior.

Individual
| Posição           | Atleta              | Nacionalidade | Tempo |
| ----------------- | ------------------- | ------------- | ----- |
| Medalha de ouro   | Hayley Yelling      | Reino Unido   | 27:49 |
| Medalha de prata  | Rosa María Morató   | Espanha       | 27:56 |
| Medalha de bronze | Adriënne Herzog     | Países Baixos | 28:04 |
| 4                 | Jessica Augusto     | Portugal      | 28:11 |
| 5                 | Inês Monteiro       | Portugal      | 28:14 |
| 6                 | Ana Dulce Félix     | Portugal      | 28:19 |
| 7                 | Olivera Jevtic      | Sérvia        | 28:21 |
| 8                 | Tetyana Holovchenko | Ucrânia       | 28:25 |
| 9                 | Freya Murray        | Reino Unido   | 28:25 |
| 10                | Sara Moreira        | Portugal      | 28:32 |
| 11                | Fionnuala Britton   | Irlanda       | 28:39 |
| 12                | Mary Cullen         | Irlanda       | 28:45 |

Equipe
| Posição           | Equipe                                                                                       | Pontos |
| ----------------- | -------------------------------------------------------------------------------------------- | ------ |
| Medalha de ouro   | Portugal · Jessica Augusto · Inês Monteiro · Ana Dulce Félix · Sara Moreira                  | 25     |
| Medalha de prata  | Reino Unido · Hayley Yelling · Freya Murray · Katrina Wootton · Sonia Samuels                | 51     |
| Medalha de bronze | Espanha · Rosa María Morató · Iris María Fuentes-Pila · Alessandra Aguilar · Nuria Fernández | 58     |
| 4                 | Irlanda                                                                                      | 82     |
| 5                 | Itália                                                                                       | 130    |
| 6                 | França                                                                                       | 103    |
| 7                 | Suécia                                                                                       | 141    |
| 8                 | Alemanha                                                                                     | 161    |

### Sub-23 masculino

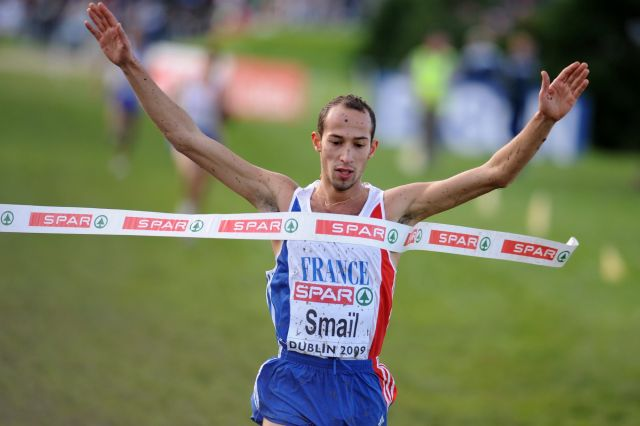
Noureddine Smaïl da França venceu sua primeira grande competição de corta mato no sub-23.

Individual
| Posição           | Atleta              | Nacionalidade | Tempo |
| ----------------- | ------------------- | ------------- | ----- |
| Medalha de ouro   | Noureddine Smaïl    | França        | 25:11 |
| Medalha de prata  | Hassan Chahdi       | França        | 25:17 |
| Medalha de bronze | Atelaw Yeshetela    | Bélgica       | 25:21 |
| 4                 | Florian Carvalho    | França        | 25:30 |
| 5                 | Mitch Goose         | Reino Unido   | 25:33 |
| 6                 | Christoph Ryffel    | Suíça         | 25:38 |
| 7                 | Abdi Nageeye        | Países Baixos | 25:40 |
| 8                 | Ricky Stevenson     | Reino Unido   | 25:40 |
| 9                 | Musa Roba-Kinkal    | Alemanha      | 25:41 |
| 10                | Alexander Söderberg | Suécia        | 25:45 |
| 11                | Lewis Timmins       | Reino Unido   | 25:45 |
| 12                | Yegor Nikolayev     | Rússia        | 25:46 |

Equipe
| Posição           | Equipe                                                                          | Pontos |
| ----------------- | ------------------------------------------------------------------------------- | ------ |
| Medalha de ouro   | França · Noureddine Smaïl · Hassan Chahdi · Florian Carvalho · Matthieu Le Stum | 31     |
| Medalha de prata  | Reino Unido · Mitch Goose · Ricky Stevenson · Lewis Timmins · Jonathan Taylor   | 45     |
| Medalha de bronze | Bélgica · Atelaw Yeshetela · Sanne Torfs · Kim Ruell · Ruben Vandevelde         | 59     |
| 4                 | Espanha                                                                         | 81     |
| 5                 | Turquia                                                                         | 102    |
| 6                 | Irlanda                                                                         | 105    |
| 7                 | Portugal                                                                        | 128    |
| 8                 | Países Baixos                                                                   | 134    |

### Sub-23 feminino
Individual
| Posição           | Atleta             | Nacionalidade | Tempo |
| ----------------- | ------------------ | ------------- | ----- |
| Medalha de ouro   | Sultan Haydar      | Turquia       | 21:14 |
| Medalha de prata  | Irina Sergeyeva    | Rússia        | 21:15 |
| Medalha de bronze | Jessica Sparke     | Reino Unido   | 21:26 |
| 4                 | Charlotte Browning | Reino Unido   | 21:30 |
| 5                 | Hollie Rowland     | Reino Unido   | 21:31 |
| 6                 | Tatyana Shutova    | Rússia        | 21:32 |
| 7                 | Sandra Eriksson    | Finlândia     | 21:32 |
| 8                 | Natalya Puchkova   | Rússia        | 21:36 |
| 9                 | Alfiya Khasanova   | Rússia        | 21:39 |
| 10                | Stevie Stockton    | Reino Unido   | 21:39 |
| 11                | Stephanie Twell    | Reino Unido   | 21:42 |
| 12                | Anna Hahner        | Alemanha      | 21:49 |

Equipe
| Posição           | Equipe                                                                               | Pontos |
| ----------------- | ------------------------------------------------------------------------------------ | ------ |
| Medalha de ouro   | Reino Unido · Jessica Sparke · Charlotte Browning · Hollie Rowland · Stevie Stockton | 22     |
| Medalha de prata  | Rússia · Irina Sergeyeva · Tatyana Shutova · Natalya Puchkova · Alfiya Khasanova     | 25     |
| Medalha de bronze | França · Claire Navez · Louise Ghesquiere · Patricia Laubertie · Laura Miclo         | 85     |
| 4                 | Alemanha                                                                             | 85     |
| 5                 | Irlanda                                                                              | 98     |
| 6                 | Espanha                                                                              | 155    |
| 7                 | Ucrânia                                                                              | 162    |
| 8                 | Itália                                                                               | 163    |

### Júnior masculino
Individual
| Posição           | Atleta               | Nacionalidade | Tempo |
| ----------------- | -------------------- | ------------- | ----- |
| Medalha de ouro   | Jeroen D'Hoedt       | Bélgica       | 18:46 |
| Medalha de prata  | Nick Goolab          | Reino Unido   | 18:47 |
| Medalha de bronze | James Wilkinson      | Reino Unido   | 18:47 |
| 4                 | Sondre Nordstad Moen | Noruega       | 18:49 |
| 5                 | Richard Goodman      | Reino Unido   | 18:56 |
| 6                 | Rui Pinto            | Portugal      | 18:57 |
| 7                 | Nemenja Cerovac      | Sérvia        | 18:59 |
| 8                 | Bryan Cantero        | França        | 19:01 |
| 9                 | Abdelatif Hadjam     | França        | 19:03 |
| 10                | Lars Erik Malde      | Noruega       | 19:03 |
| 11                | Soufiane Bouchikhi   | Bélgica       | 19:05 |
| 12                | Henrik Ingebrigtsen  | Noruega       | 19:07 |

Equipe
| Posição           | Equipe                                                                                  | Pontos |
| ----------------- | --------------------------------------------------------------------------------------- | ------ |
| Medalha de ouro   | Reino Unido · Nick Goolab · James Wilkinson · Richard Goodman · Matthew Gillespie       | 24     |
| Medalha de prata  | França · Bryan Cantero · Abdelatif Hadjam · Tanguy Pepiot · Colin Guillard              | 58     |
| Medalha de bronze | Noruega · Sondre Nordstad Moen · Lars Erik Malde · Henrik Ingebrigtsen · Harald Kaarboe | 77     |
| 4                 | Bélgica                                                                                 | 93     |
| 5                 | Espanha                                                                                 | 98     |
| 6                 | Portugal                                                                                | 127    |
| 7                 | Alemanha                                                                                | 129    |
| 8                 | Itália                                                                                  | 137    |

### Júnior feminino
Individual
| Posição           | Atleta                    | Nacionalidade | Tempo |
| ----------------- | ------------------------- | ------------- | ----- |
| Medalha de ouro   | Karoline Bjerkeli Grøvdal | Noruega       | 14:10 |
| Medalha de prata  | Gulshat Fazlitdinova      | Rússia        | 14:12 |
| Medalha de bronze | Kate Avery                | Reino Unido   | 14:27 |
| 4                 | Corinna Harrer            | Alemanha      | 14:33 |
| 5                 | Federica Bevilacqua       | Itália        | 14:33 |
| 6                 | Lauren Howarth            | Reino Unido   | 14:35 |
| 7                 | Sandra Mosquera           | Espanha       | 14:38 |
| 8                 | Lyudmila Lebedeva         | Rússia        | 14:38 |
| 9                 | Ciara Mageehan            | Irlanda       | 14:40 |
| 10                | Cataryna Ribeiro          | Portugal      | 14:40 |
| 11                | Carla Salomé Rocha        | Portugal      | 14:41 |
| 12                | Amela Terzić              | Sérvia        | 14:42 |

Equipe
| Posição           | Equipe                                                                                | Pontos |
| ----------------- | ------------------------------------------------------------------------------------- | ------ |
| Medalha de ouro   | Rússia · Gulshat Fazlitdinova · Lyudmila Lebedeva · Yelena Sedova · Tatyana Prorokova | 47     |
| Medalha de prata  | Reino Unido · Kate Avery · Lauren Howarth · Eleanor Wimshurst · Beth Potter           | 51     |
| Medalha de bronze | Alemanha · Corrina Harrer · Jana Sussman · Gesa-Felicitas Krause · Stephanie Platt    | 73     |
| 4                 | França                                                                                | 98     |
| 5                 | Itália                                                                                | 100    |
| 6                 | Portugal                                                                              | 103    |
| 7                 | Bélgica                                                                               | 118    |
| 8                 | Ucrânia                                                                               | 122    |

## Quadro de medalhas
| Ordem | País          | Medalha de ouro | Medalha de prata | Medalha de bronze | Total |
| ----- | ------------- | --------------- | ---------------- | ----------------- | ----- |
| 1     | Reino Unido   | 3               | 6                | 3                 | 12    |
| 2     | França        | 2               | 2                | 1                 | 5     |
| 3     | Espanha       | 2               | 1                | 1                 | 4     |
| 4     | Rússia        | 1               | 3                | 0                 | 4     |
| 5     | Bélgica       | 1               | 0                | 2                 | 3     |
| 6     | Noruega       | 1               | 0                | 1                 | 2     |
| 7=    | Portugal      | 1               | 0                | 0                 | 1     |
| 7=    | Turquia       | 1               | 0                | 0                 | 1     |
| 9=    | Alemanha      | 0               | 0                | 1                 | 1     |
| 9=    | Ucrânia       | 0               | 0                | 1                 | 1     |
| 9=    | Itália        | 0               | 0                | 1                 | 1     |
| 9=    | Países Baixos | 0               | 0                | 1                 | 1     |
| Total | Total         | 12              | 12               | 12                | 36    |